# 新街镇 (昆明市)
新街镇是中国云南省昆明市晋宁县曾经下辖的一个镇。
2009年，新街乡撤乡设镇。2011年并入晋城镇。

## 行政区划
新街镇共辖18个行政村，分别是：
新街村、文河村、回龙村、三合村、古城村、安江村、安乐村、沙堤村、团山村、三槐村、梁王村、海晏村、孙家坝村、宋家营村、钟贵村、大西村、福安村、石龙村。